# Qi Yuhong
Qi Yuhong, född 25 augusti 1989, är en kinesisk bågskytt. Hon deltog vid olympiska sommarspelen 2016.